# Hundertmal Frühling
Hundertmal Frühling ist ein deutscher Fernsehfilm der Frühling-Fernsehserie von Lutz Konermann. Er wurde am 28. Februar 2016 erstmals im ZDF ausgestrahlt.
Der Film erzählt die Geschichte der Dorfhelferin Katja Baumann, gespielt von Simone Thomalla, die Familien in Notsituationen zur Seite steht und gleichzeitig versucht Frühling in die Herzen der Menschen zu tragen. Es ist der elfte Film einer Reihe, in deren Mittelpunkt die Menschen des Dorfes mit Namen Frühling stehen.
Marco Girnth ist in einer wiederkehrenden Rolle als Tierarzt Mark Weber besetzt und Carolyn Genzkow als Katjas Tochter Kiki sowie Johannes Herrschmann als Pfarrer Sonnleitner. Die Haupt-Gaststars dieser Folge sind Merab Ninidse, Ava Celik, Erni Mangold, Dana Golombek, Peter Sattmann und Gertrud Roll.

## Handlung
Erna Krawinkel steht kurz vor ihrem 100. Geburtstag. Im Seniorenheim am Schliersee, in welchem sie seit einigen Jahren lebt, ist man entsprechend aufgeregt. Sie selbst mag die ganze Aufregung nicht und hat sich in letzter Zeit sehr zurückgezogen. So bemerkt es außer einer dementen Heimbewohnerin niemand, als sie eines Tages über die Feuerleiter das Gebäude verlässt und sich still und heimlich davonschleicht.
Dorfhelferin Katja Baumann ist gerade privat mit dem Auto unterwegs, als sie die rüstige alte Dame an der Landstraße sieht. Katja hatte eine Vermisstenmeldung im Radio gehört und ist sich sicher, dass dies die gesuchte Erna Krawinkel ist. Sie versucht sie anzusprechen, aber die Rentnerin reagiert nicht, sondern marschiert zielgerichtet von der Straße weg über einen Feldweg ins Gelände. Katja geht ihr nach, kann die alte Frau aber nicht zur Umkehr bewegen. Sie versucht mit ihr ins Gespräch zu kommen und erfährt, dass sie unbedingt hinauf in die Berge wolle. Auf einer Almwiese angekommen endet die Wanderung an einem sehr alten und fast verfallenem Holzhaus. Erna Krawinkel erklärt Katja, dass dies mal ein Gasthaus war und sie hier ihre Kindheit und Jugend verbracht habe. Sie spricht nur von dieser Zeit und reagiert zunächst nicht auf Katjas Einwand, zurück nach Hause zu gehen, wo man sich Sorgen um sie machen würde. Erst als Katja der alten Dame androht sie allein zu lassen, um Hilfe zu holen, lenkt diese ein. Niemand dürfe „von hier oben erfahren“ und sie würde brav wieder mit zurückkommen, wenn Katja nur niemanden von diesem Ort erzählen würde. Katja verspricht ihr dies und so machen sie sich an den Abstieg. Bis sie im Seniorenheim ankommen ist, ist es bereits dunkel. Katjas neuer Freund Cem hatte den ganzen Tag vergeblich auf ihre Rückkehr gewartet. Da Katja ihr Handy im Auto liegen gelassen hatte, war sie somit für niemanden erreichbar. Cem ist entsprechend verärgert und fährt wieder zurück nach Berlin. Auch Katjas Tochter Kiki hatte sich Sorgen gemacht und ist gerade nicht gut auf ihre Mutter zu sprechen.
Am nächsten Morgen sucht die Pflegerin des Seniorenheims Katja auf und sagt ihr, dass Frau Krawinkel schon wieder ausgerissen sei. So fährt Katja kurzentschlossen der alten Dame hinterher und steigt auf den Berg, wo Erna schon auf sie zu warten scheint. Diesmal hat sich die Rentnerin darauf eingerichtet, auch hier zu übernachten, und Katja ist klar, dass sie sie nicht allein lassen wird. Damit ist viel Zeit für gemeinsame Gespräche, wobei meist nur Erna aus ihrer Vergangenheit erzählt und davon spricht, jetzt unbedingt noch etwas erledigen zu müssen, ehe sie alles vergessen würde. Nachdem Erna unter einem Baum einen kleinen Steinhaufen errichtet hat, um auch diese Stelle nicht zu vergessen, erfährt Katja von ihr, dass hier ihre große Liebe begraben liege. Erna besteht darauf, dass auch Katja ihr von ihrer Vergangenheit erzählen solle, und so spricht die Dorfhelferin erstmals darüber, dass ihre Mutter Alkoholikerin war und ihr Vater die Familie verlassen hatte. Sie sei dann mit einem Stiefvater groß geworden, hätte ihren Vater aber immer vermisst. Womöglich ist dies mit der Grund, weshalb sie Probleme hat, Männern zu vertrauen.
Mit der Zeit erzählt Erna ihre ganze Lebensgeschichte und so erfährt Katja, dass sich Erna mit 18 in den französischen Zwangsarbeiter René Bertrand verliebt hatte. Er arbeitete als Koch in ihrem Gasthaus und sie verbrachten viel Zeit miteinander. Eines Tages, es war der 2. Oktober 1943, sei ihr Vater sehr zornig gewesen und habe René während eines Streits erschossen. Sie sei schwanger gewesen und ihr Vater habe ihr das dann später zur Welt gekommene Kind einfach weggenommen und in Frühling vor die Kirchentür gelegt. Sie habe nur gewusst, dass sie ein kleines Mädchen geboren habe, und habe sich angeblich nie darüber Gedanken gemacht, was aus ihrer Tochter geworden sein könnte. Ihr späterer Mann hätte sie auch nie geheiratet, wenn er davon gewusst hätte. Nun habe sie aber erreicht, was sie hier oben auf dem Berg gewollt habe, denn solange wie sie sich noch erinnern könne, sei es ihr wichtig, das Grab ihrer ersten großen Lieben zu kennzeichnen, damit man nach ihrem Tod die Gebeine von René nach Frankreich umbetten könne. Das sei ihr Anliegen und ihr großes Geheimnis. Zufrieden lässt sich Erna von Katja ins Seniorenheim zurückbringen und gibt ihr das Versprechen, nun nicht mehr wegzulaufen.
Katja lässt das Schicksal von Ernas Tochter nicht ruhen und sie versucht über Pfarrer Sonnleitner etwas über ein Findelkind von 1944 herauszufinden. Das gelingt und demnach ist Ernas Tochter als Rosa Meierhuber groß geworden und hat ebenfalls eine Tochter. Diese arbeitet als Französischlehrerin an einem Gymnasium. Katja sucht sie auf und berichtet ihr von ihren Großeltern. So leuchtet der Lehrerin endlich ein, warum sie und ihre Mutter immer so eine Affinität zu Frankreich hatten. Mittlerweile sei ihre Mutter sehr dement und befinde sich schon einige Zeit in dem Seniorenheim am Schliersee. Katja kann es kaum glauben. Kurzerhand macht sie Erna mit ihrer Enkeltochter bekannt und macht sie auch auf Rosa aufmerksam, mit der sie fast acht Jahre gemeinsam in dem Altenheim lebte, ohne es zu wissen. Erst jetzt sieht sie Rosa richtig an und erkennt, dass sie die Augen ihres Vaters hat. Erna ist sich sicher, dass sie nur deshalb so lange leben durfte, um dies alles in Ordnung zu bringen. Einen Tag vor ihrem 100. Geburtstag stirbt Erna Krawinkel.
Emotional berührt von Ernas Lebensgeschichte liest Katja in ihren alten Tagebüchern ihrer Kindheit und fasst den Entschluss, ihren Vater zu suchen. Auch über René Bertrand recherchiert Katja und kann tatsächlich Angehörige ausfindig machen.

## Produktion, Hintergrund
Die Episode wurde vom ZDF in Zusammenarbeit mit „Seven Dogs Filmproduktion“ und UFA Fiction produziert und im Rahmen der ZDF-„Herzkino“-Reihe ausgestrahlt. Der Anfang der Geschichte dieses Films ist leicht an den Roman Der Hundertjährige, der aus dem Fenster stieg und verschwand angelehnt.

## Rezeption

### Einschaltquote
Bei der Erstausstrahlung am 28. Februar 2016 wurde Hundertmal Frühling in Deutschland von 5,29 Millionen Zuschauern gesehen, was einem Marktanteil von 13,9 Prozent entsprach.

### Kritik
Rainer Tittelbach von tittelbach.tv findet, diesmal erleben wir „eine sehr emotionale Hauptgeschichte, die vornehmlich einen inneren Konflikt spiegelt und die durch ihre sensiblen Zwischentöne überzeugt. Der Verweis auf den Nationalsozialismus und das Thema Zwangsarbeiter bereichert die Schicksals-Geschichte nachhaltig, hebt sie ein wenig aus dem Umfeld des Nur-Liebesfilms heraus und gibt der Dramödie mit kurzen Rückblenden auch filmästhetisch durchaus einen kleinen Mehrwert.“
Die Kritiker der Fernsehzeitschrift TV Spielfilm sehen das hingegen anders und geben dieser Folge den „Daumen gerade“. Sie sahen eine „pathostrunkene mit ‚Landlust‘-Feeling.“ Fazit: „Oje: bloß hundertmal gestampfter Quark.“